# Chalema
Chalema é um género botânico pertencente à família Cucurbitaceae.

## Espécies
- Chalema synanthera

1. ↑  «Chalema — World Flora Online». www.worldfloraonline.org. Consultado em 19 de agosto de 2020